# 戦乙女ヴァルキリー「あなたに全てを捧げます」
『戦乙女ヴァルキリー「あなたに全てを捧げます」』（いくさおとめヴァルキリー あなたにすべてをささげます）は、2004年7月30日にルネより発売された18禁の女神調教アドベンチャーゲーム。および、それを原作として同年12月24日に発売されたアダルトアニメ。

## 概要
ゲーム自体はストーリー重視というよりも、抜きゲーとしての要素が強い内容となっている。
関連商品は一貫して田丸まことが表紙等のイラストを担当しており、いかにCGにこだわっていたかがうかがえる。
2008年3月28日には続編『戦乙女ヴァルキリー2「主よ、淫らな私をお許しください…」』も発売された。

## ストーリー
何百年もの永きに渡って、神と悪魔は地上の覇権を巡って争い続けていた。真っ向から戦いを挑むものの、戦乙女ヴァルキリーを始めとする神々の力によって思うように戦果が挙げられなかった。正攻法では進展が無いと判断した魔王は、神々にとって中心的な存在の女神フレイアを捕らえ、密かに洗脳を施し内部からの侵略を狙う。
フレイアはヴァルキリーを欺き力の源である「黄金の指輪」を奪うことに成功、その報を聞いた魔王は主人公のデュークにヴァルキリー討伐を命じる。
デュークはヴァルキリーを捕らえると、神々や人間への見せしめとして凌辱し洗脳し始める。ヴァルキリーを奪還に来たスクルドも捕まってしまい、ヴァルキリー・フレイア・スクルドの3人を交えた凌辱劇が始まる。

## キャラクター
※声優はゲーム版のみ、OVA版は非公表。
デューク
本作の主人公。人間と魔族のハーフ。そのため、幼いころより人間と魔族の双方から迫害されており、常に孤独。剣の腕は魔界一と評されて魔力も高いものの、ハーフという理由だけで正当に扱われず、周囲を見返すためにヴァルキリー討伐の任を引き受ける。悪魔に魂を売った元人間で構成される、「暗黒騎士団」の団長。敵対者に対して男は虐殺、女は凌辱するが、子供だけは必ず見逃す。
ヴァルキリー
声：島香れいこ
本作のメインヒロイン。人間を守ることを大神から命令されており、また自分の使命と考えている戦乙女。慈愛にあふれた性格から人々の精神的な心の支えとなっており、自身もそのことを誇りに思っている。力の源である「黄金の指輪」を奪われ、弱ったところをデュークに捕らえられてしまう。指輪をはめている時の剣の実力はデュークを上回る。
なお、キャラクター名は本来「戦乙女」を指す語句でしかない。そのため、続編『戦乙女ヴァルキリー2「主よ、淫らな私をお許しください……」』ではレイアという名前が設定された。
フレイア
声：北都南
天界一の美貌と知識を備え、大神から絶大なる信頼を得ていた女神。かつては戦乙女たちを統括する、天界でもかなりの高位にあった。魔王軍に捕らえられ数々の（性的な）調教を受け、今では完全にデュークの奴隷になっている。ヴァルキリーにとっては尊敬に値する先輩であり、頼りになる姉のような存在でもある。
スクルド
声：野神奈々
ヴァルキリーに対して尊敬と情愛を抱いている戦乙女見習いの少女。ヴァルキリーとフレイアに対しては心を開いているもののそれ以外、特に「魔族」を激しく憎んでおり絶対正義の下に殲滅させるという使命感を持っている。実力はまだ見習いということもあり、発展途上。
フェンリル
声：白井綾乃
主人公とは違い純血の魔族。由緒ある血筋のエリートで、攻撃魔法のエキスパート集団である「魔法騎士団」を率いている。騎士団長という地位は主人公と同じものの天と地ほどの身分差がある。魔王の命によってデュークの監視役として派遣された。気高く高慢で、信頼した相手であっても素直な感情表現は見せない。会うたびにいつも主人公に嫌味や皮肉を言うが実は主人公のことが好きで、それを表現できないいわゆるツンデレキャラクター。
リタ
声：児玉さとみ
魔王軍に攻め落とされた街に住む娘。
ヘル
声：サトウユキ
天界にある王城の王女。近衛兵のファルークと相思相愛の仲。
エリシャ
声：鵜之瀬朱香
天使軍に属する魔法使い。「祝福されし乙女」と称されるほどの使い手。

## スタッフ
- 企画・原案：有限会社マリゴールド
- キャラクターデザイン・原画：田丸まこと
- シナリオ：関町台風、永沢壱朗、巽ヒロヲ、谷崎文彦
- 音楽：CHOIR（クワイア）

## 主題歌
「フウスアルク」
作詞：GOZO53. / 作曲：Kenny'K / 歌：キドカヲル

## アダルトアニメ
ひまじん制作。全4作のうち、前半の第1シリーズ（以下、「無印」と記述）は『そらのいろ、みずのいろ』と同じく、ひまじんのデビュー作として企画された。収録時間はDVD1巻当たり30分。
- 戦乙女ヴァルキリー あなたに全てを捧げます
  - 第一夜 「女神捕獲」 - 2004年12月24日発売
  - 第二夜 「女神隷属」 - 2005年1月28日発売
- 戦乙女ヴァルキリー あなたに全てを捧げます 真章
  - 第一話 「天使、堕ちる夜」 - 2006年2月24日発売
  - 第二話 「堕ちた女神達の散華」 - 2007年5月25日発売

以上の4作とも、特別パッケージや特典の付属した限定版と通常版の2種類が発売された。また、無印では設定が原作ゲームから離れたアニメオリジナルになっていたが、真章では原作ゲームに近づけられた。主な違いは下記のとおり。
- 無印にはデュークやフェンリルが登場せず、陵辱役はオークたちとなっている。
- 無印はヴァルキリーの髪型や鎧などが独自のデザインとなっている。

2015年6月26日には、第一夜と第二夜をDVD1枚に収録した廉価版『戦乙女ヴァルキリー GE 〜戦乙女たちの気高き堕落♥〜』が2匹目のどぜうから発売予定。

## 関連商品

### 音楽CD
- 戦乙女ヴァルキリー Complete Track（2004年8月13日発売、CHOIR / CHCD-1003）

### 小説
- 戦乙女ヴァルキリー「あなたに全てを捧げます」パンプキンノベルス Vol.51
  - 高橋ショウ 著、田丸まこと 挿絵、2004年12月発売、イーグルパブリシング刊、ISBN 4-86146-039-5
- 戦乙女ヴァルキリー「あなたに全てを捧げます」女神被辱編 パンプキンノベルス Vol.61
  - 高橋ショウ 著、田丸まこと 挿絵、2005年6月25日発売、イーグルパブリシング刊、ISBN 4-86146-068-9
- 戦乙女ヴァルキリー「あなたに全てを捧げます」聖心陥落編 パンプキンノベルス Vol.80
  - こばん 著、田丸まこと 挿絵、2007年12月14日発売、イーグルパブリシング刊、ISBN 4-86146-132-4

### 関連書籍
- 戦乙女ヴァルキリー「あなたに全てを捧げます」 アンソロジーコミックス
  - 2005年2月17日発売、宙出版刊、ISBN 4-7767-9133-1
- 戦乙女ヴァルキリー 公式原画集
  - 2005年5月25日発売、彩文館出版刊、ISBN 4-7756-0075-3

### フィギュア
- 500円カプセル デジタルギャルズパラダイス 戦乙女ヴァルキリー
  - 2006年7月発売、発売元/ミレニアム
    - 1体500円のガチャポンフィギュア。全5種類＋シークレット1種類。
- ギガパルスフィギュアコレクション 戦乙女ヴァルキリー「あなたに全て捧げます」 ヴァルキリー vol.1
  - 2007年4月29日発売、発売元/ギガパルス、PVC塗装済み完成品フィギュア
- ギガパルスフィギュアコレクション 戦乙女ヴァルキリー「あなたに全て捧げます」 ヴァルキリー vol.2
  - 2007年6月23日発売、発売元/ギガパルス、PVC塗装済み完成品フィギュア

### その他
- 「戦乙女ヴァルキリー」等身大抱き枕
  - 2006年11月発売 / 発売元：キャラボーイ / 原画：田丸まこと

## 続編シリーズ
- 戦乙女ヴァルキリー2「主よ、淫らな私をお許しください…」（2008年）
- 戦乙女ヴァルキリーG 〜戦乙女達の黄昏〜（2009年）
- 戦乙女ヴァルキリー3「貴方のような男には絶対に屈しません……!」（2019年）